# Tesla Girls
Tesla Girls är en låt av den brittiska synthpop-gruppen Orchestral Manoeuvres in the Dark. 
Den utgavs 1984 som den tredje singeln från albumet Junk Culture och nådde 21:a plats på brittiska singellistan. Även om den inte blev någon stor listframgång är den en av gruppens mest populära klubbhits och betraktas som en klassiker i deras produktion. Låten är inspirerad av Nikola Tesla.

## Utgåvor
7" och 7" picture disc
1. "Tesla Girls" – 3:26
2. "Telegraph" (live) – 3:57

12" (första utgåva)
1. "Tesla Girls" (extended version) – 4:35
2. "Garden City" – 4:05
3. "Telegraph" (live) – 3:57

12" (andra utgåva)
1. "Tesla Girls" (Extra Remix) – 3:37
2. "Garden City" – 4:05
3. "Telegraph" (live) – 3:57
4. "Tesla Girls" (extended version) – 4:35